# リース兄弟の定理
数学におけるリース兄弟の定理（リースきょうだいのていり、英: F. and M. Riesz theorem）とは、リース・フリジェシュとリース・マルツェルの兄弟によって得られた「解析的測度」（analytic measure）に関する結果である。その定理によれば、円上の測度 μ の任意の部分がルベーグ測度 dθ について絶対連続でないことは、フーリエ係数によって調べることが出来る。より正確に言うと、{\displaystyle \mu } のフーリエ＝スティルチェス係数が
{\displaystyle {\hat {\mu }}_{n}=\int _{0}^{2\pi }{\rm {e}}^{-in\theta }{\frac {d\mu (\theta )}{2\pi }}=0,\ }
を任意の {\displaystyle n<0} に対して満たすなら、μ は dθ について絶対連続となる。
元々の定理の内容は異なる（Zygmund, Trigonometric Series, VII.8 を参照）。ここで紹介した内容は Rudin, Real and Complex Analysis, p.335 によるものである。証明にはポアソン核と、ハーディ空間 H1 に対する境界値の存在が利用されている。